# Phare du cap St George
Le phare du cap St George (en anglais : Cape St George Lighthouse)  est un phare situé à Jervis Bay Village (Territoire de la baie de Jervis) en Australie. Construit en 1860, il est désactivé en 1889. Il est détruit entre 1917 et 1922, faisant office de cible pour la Royal Australian Navy. Le phare est intégré au Parc national Booderee. Les ruines sont inscrites, depuis 1981, au registre national de l’État